# Glympis secundalis
Glympis secundalis är en fjärilsart som beskrevs av Smith 1907. Glympis secundalis ingår i släktet Glympis och familjen nattflyn. Inga underarter finns listade i Catalogue of Life.